# Sidney (krater)
För andra betydelser, se Sidney.
Sidney är en nedslagskrater med en diameter på 20 kilometer, på planeten Venus. Sidney har fått sitt namn efter den brittiska poeten Mary Sidney.